# 1. HKL 2000./01.
A-1 hrvatska košarkaška liga za sezonu 2000./01. (A-1 HKL 2000./01.) je bila najviši razred hrvatskih košarkaških natjecanja u toj sezoni.

## Sudionici
- Šanac – Karlovac
- Osijek – Osijek
- Sava osiguranje – Rijeka
- Svjetlost Brod – Slavonski Brod
- Split Croatia osiguranje – Split
- Šibenik – Šibenik
- Zadar – Zadar
- Dona – Zagreb
- Cibona VIP – Zagreb
- Hermes Analitica – Zagreb
- Zagreb – Zagreb
- Zrinjevac – Zagreb

## Natjecateljski sustav
A-1 liga se igrala u dva dijela – ligaškom i doigravnju. 

U ligaškom dijelu se igralo dvokružnim sustavom (22 kola), a na osnovu poretka je prvih 11 klubova išlo u doigravanje koje se igralo:
- 1. krug – igrali klubovi plasirani između 6. i 11. mjesta, dvije utakmice, kriterij prolaska je bila bolja koš-razlika
- četvrtzavršnica – klubovi između 1. i 5. mjesta u ligaškom dijelu, prolazi se nakon dvije dobivene utakmice
- poluzavršnica i završnica – također na dvije dobivene utakmice.

## Rezultati

### Ligaški dio
| poz. | klub                          | Ut. | Pob. | Por. | Koševi      | koš.razl. | Bod. |                     |
| ---- | ----------------------------- | --- | ---- | ---- | ----------- | --------- | ---- | ------------------- |
| 1.   | Cibona VIP Zagreb             | 22  | 18   | 4    | 2115 : 1614 | +501      | 40   | četvrtzavršnica     |
| 2.   | Split Croatia Osiguranje      | 22  | 17   | 5    | 1939 : 1636 | +303      | 39   | četvrtzavršnica     |
| 3.   | Sava Osiguranje Rijeka        | 22  | 17   | 5    | 2021 : 1890 | +131      | 39   | četvrtzavršnica     |
| 4.   | Zadar                         | 22  | 17   | 5    | 1931 : 1755 | +176      | 39   | četvrtzavršnica     |
| 5.   | Dona Zagreb                   | 22  | 15   | 7    | 1848 : 1776 | +72       | 37   | četvrtzavršnica     |
| 6.   | Zagreb                        | 22  | 11   | 11   | 1859 : 1873 | -14       | 33   | 1. krug doigravanja |
| 7.   | Zrinjevac Zagreb              | 22  | 10   | 12   | 1893 : 1863 | +30       | 32   | 1. krug doigravanja |
| 8.   | Svjetlost Brod Slavonski Brod | 22  | 9    | 13   | 1785 : 1906 | -121      | 31   | 1. krug doigravanja |
| 9.   | Šibenik                       | 22  | 7    | 15   | 1750 : 1918 | -168      | 29   | 1. krug doigravanja |
| 10.  | Šanac Karlovac                | 22  | 6    | 16   | 1798 : 2011 | -213      | 28   | 1. krug doigravanja |
| 11.  | Osijek                        | 22  | 3    | 19   | 1664 : 2045 | -381      | 25   | 1. krug doigravanja |
| 12.  | Hermes Analitica Zagreb       | 22  | 2    | 20   | 1603 : 1919 | -316      | 24   |                     |

### Doigravanje
| faza doigravanja                                                                   | 1.klub                          | omjer | 2.klub                          | utakmice            |
| ---------------------------------------------------------------------------------- | ------------------------------- | ----- | ------------------------------- | ------------------- |
| 1.krug                                                                             | Svjetlost Brod (Slavonski Brod) | 1-1   | Šibenik                         | 112:98, 89:93       |
| 1.krug                                                                             | Zagreb                          | 2-0   | Osijek                          | 88:86, 82:79        |
| 1.krug                                                                             | Zrinjevac Zagreb                | 2-0   | Šanac Karlovac                  | 95:80, 82:67        |
|                                                                                    |                                 |       |                                 |                     |
| četvrtzavršnica                                                                    | Cibona VIP Zagreb               | 2-1   | Svjetlost Brod (Slavonski Brod) | 86:89, 93:78, ?:?   |
| četvrtzavršnica                                                                    | Zadar                           | 2-0   | Dona Zagreb                     | 112:73, 108:75      |
| četvrtzavršnica                                                                    | Sava Osiguranje Rijeka          | 2-0   | Zagreb                          | 98:80, 85:84        |
| četvrtzavršnica                                                                    | Split Croatia Osiguranje        | 2-0   | Zrinjevac Zagreb                | 77:71, 81:64        |
|                                                                                    |                                 |       |                                 |                     |
| poluzavršnica                                                                      | Cibona VIP Zagreb               | 2-1   | Zadar                           | 88:87, 65:81, 64:61 |
| poluzavršnica                                                                      | Sava Osiguranje Rijeka          | 0-2   | Split Croatia Osiguranje        | 90:65, 91:69        |
|                                                                                    |                                 |       |                                 |                     |
| završnica                                                                          | Cibona VIP Zagreb               | 3-0   | Split Croatia Osiguranje        | 71:66, 92:84, 75:68 |
|                                                                                    |                                 |       |                                 |                     |
| podebljano – rezultati 1.kluba doma normalna debljina – reultati 1.kluba u gostima |                                 |       |                                 |                     |

Prvak je bila Cibona VIP iz Zagreba.

## Klubovi u međunarodnim natjecanjima
- Suproliga
  - Croatia osiguranje, Split
- ULEB Euroliga
  - Zadar, Zadar
  - Cibona, Zagreb
- Kup Raymonda Saporte
  - Zagreb, Zagreb
- Kup Radivoja Koraća
  - Sava osiguranje, Rijeka
  - Benston, Zagreb

## Poveznice
- A-2 liga 2000./01.
- B-1 liga 2000./01.
- Kup Krešimira Ćosića 2000./01.